# Bilanzanalysesystem
Ein Bilanzanalysesystem unterstützt Kreditinstitute bei der Auswertung von Jahresabschlüssen ihrer Kreditnehmer zum Zwecke der Bilanzanalyse. 

## Anwendung
Gemäß § 18 KWG sind Kreditinstitute verpflichtet, sich im Rahmen der Kreditvergabe einen Überblick über die wirtschaftlichen Verhältnisse des Kreditnehmers zu verschaffen. Hierzu wird sein Jahresabschluss von Analysten der Bank in ein Bilanzanalysesystem übertragen. Aus den erfassten Informationen werden dann durch das Analysesystem betriebswirtschaftliche Kennzahlen gebildet, die als Basis der Kreditentscheidung zusammen mit weiteren meist qualitativen Faktoren in ein Rating einfließen.
Über Branchenvergleiche ist es möglich, ein Unternehmen mit weiteren Unternehmen, die in der gleichen Branche tätig sind, zu vergleichen. Einige Bilanzanalysesysteme bieten diese Funktion an, um für Kennzahlen eines Unternehmens Vergleichswerte zu generieren.
Diese so genannten Peergruppenvergleiche ermöglichen den direkten Vergleich eines Unternehmens mit seinen Mitbewerber. Voraussetzung für beide Vergleiche ist, dass die Informationen der Jahresabschlüsse in einem einheitlichen Format vorliegen.
Investoren sind als externe Personen oft gezwungen, ihre Investitionsentscheidungen auf Basis öffentlich verfügbarer Informationen zu treffen. Hierbei stellt der Jahresabschluss das wichtigste Instrument dar. Bilanzanalysesysteme unterstützen den Investor bei der Auswahl geeigneter Investitionsobjekte.

## Systeme
Auf dem deutschen Markt gibt es eine Vielzahl von IT-basierten Bilanzanalysesystemen, die als Software oder Datenbank verfügbar sind. Die meisten Systeme wurden als proprietäre Systeme von den jeweiligen Banken oder Institutsgruppen selbst entwickelt. Nach Erfassung aller Positionen aus dem Jahresabschluss übernehmen diese Systeme diesen externen Abschluss und werten ihn anhand von vorgegebenen Kennzahlen aus. 

### EBIL
Das browserbasierte Bilanzanalysesystem EBIL (Einzelbilanzanalyse) wurde vom Deutschen Sparkassen- und Giroverband (DSGV) für die Sparkassen-Finanzgruppe entwickelt und wird vom Deutschen Sparkassenverlag (DSV) be- und vertrieben. Es wird kontinuierlich unter Einbindung von Praktikern weiterentwickelt. Das System steht seit 1978 zur Verfügung und kann Jahresabschlüsse aller gängigen Bilanzierungsstandards (z. B.: HGB, IFRS, US-GAAP) sowie Einnahmen-Überschussrechnungen (EÜ) verarbeiten. Es verbindet eine traditionelle Kennzahlenanalyse mit modernen Ansätzen einer Cashflow-orientierten Abschlussanalyse. Das System ermöglicht zudem einen anonymisierten Branchenvergleich über den Gesamtbestand aller angeschlossenen Sparkassen und Landesbanken. Der nach einheitlichen Standards aufgebaute Datenpool ist zugleich Grundlage für die (Fort-)Entwicklung der in der Sparkassen-Finanzgruppe eingesetzten Rating-Verfahren. Zur Wahrung der Einheitlichkeit und Standardisierung werden vom DSGV Leitfäden u. a. mit zentralen Analyseempfehlungen herausgegeben. Das Programm EBIL ist bei den Sparkassen flächendeckend sowie bei der überwiegenden Zahl der Landesbanken im Einsatz.

### BARS
Verschiedene große deutsche Kreditinstitute, darunter die Deutsche Bank sowie mehrere Landesbanken nutzen das ursprünglich für die Deutsche Bank entwickelte System BARS. Der Schwerpunkt liegt auf der Cashflow-basierten Unternehmensanalyse. Das System kann Jahresabschlüsse aller gängigen Bilanzierungsstandards (z. B.: HGB, IFRS, US-GAAP) verarbeiten. Als einziges dieser Systeme ist BARS frei verkäuflich. Die Anwendung wird durch die S&N Invent GmbH vertrieben.

### Geno-FBS
Das Genossenschaftliche Finanz-Beratungs-System wird von einer Vielzahl von Volks- und Raiffeisenbanken genutzt. Es unterstützt die Auswertungstypen Kurz und Standard sowie ein Frühwarnsystem. Der Schwerpunkt liegt auf Abschlüssen gemäß Handelsgesetzbuch für mittelständische Unternehmen. Das System ermöglicht einen anonymisierten Branchenvergleich über den Gesamtbestand aller angeschlossenen Volksbanken und Raiffeisenbanken.